# Alphonse Lanoë
Alphonse Lanoë (* 29. Mai 1926 in Malestroit; † 23. Mai 2009 in Dietlikon) war ein bretonisch-schweizerischer Maler und Lithograf.

## Leben und Werk
Alphonse Lanoë entstammte einer alten Müllersfamilie und kämpfte während des Zweiten Weltkriegs als Partisan in der Maquis. 1946 zog er nach Paris und arbeitete in zahlreichen Berufen. Durch Zufall gelangte Lanoë 1947 in die Schweiz und begann zu zeichnen und zu malen.
Als Lanoë an Tuberkulose erkrankte, musste er für zwei Jahre zur Kur nach Davos. In dieser Zeit reifte sein Entschluss, sich ganz der Malerei zuzuwenden. An einer Kunstgewerbeschule lernte er seine spätere Frau Margrit, geborene Jungi (* 1931), kennen. Seinen Lebensunterhalt verdiente er sich als Dekorateur. Ab Anfang der 1960er-Jahre war er als freischaffender Künstler tätig. Seine Werke stellte er u. a. im Kunstsalon Wolfsberg in Zürich aus.